# 古斯皮尼
古斯皮尼（義大利語：Guspini），是意大利撒丁大区南撒丁省的一个市镇。总面积174.73平方公里，人口12443人，人口密度71.2人/平方公里（2009年）。ISTAT代码为106008。